# きゅい〜ん'ズ
きゅい～ん'ズは、2014年に結成された「私だけに、賭・け・て!! BETできるアイドル」をコンセプトに活動しているアイドルユニットである。

## 概要
「私だけに、賭・け・て!! BETできるアイドル」をコンセプトに活動し、毎回のテーマごとに、メンバーが競い合い、成長していく過程をファンの皆様がBETをしながら、楽しんで応援してもらう目的がある。

## メンバー

### 最終メンバー
橘 祐里　2000年11月14日（24歳）
- 岡山県出身。リーダー。身長158cm。A型。

真白 あかり　1996年7月26日（28歳）
- 徳島県出身。身長150cm。O型。

黒崎 はる　2000年2月28日（25歳）
- 神奈川県出身。身長160cm。A型。

### 旧メンバー
鳴海 咲菜　1998年2月18日（27歳）
- 埼玉県出身。身長155cm。A型。

小野 光奈　1999年10月7日（25歳）
- 神奈川県出身。身長157cm。B型。

愛沢 優姫乃　1998年1月6日（27歳）
- 北海道出身。

早乙女 まこ　1997年2月19日（28歳）
- 150.6cm。A型。

桜葉 美雅　1998年10月23日（26歳）
- 身長151.5cm。B型。

藤咲 璃子　1999年1月28日（26歳）
- 北海道出身。身長157cm。B型。イメージカラー：ラベンダー。

望月 ひより　1996年7月18日（28歳）
- 埼玉県出身。身長157cm。A型。silver担当。

西葉 瑞希　1999年4月27日（25歳）
- 愛知県出身。身長162cm。A型。元リーダー[1]。元Star☆T[2]。

双葉 はな　2001年8月31日（23歳）
- 茨城県出身。身長162cm。B型。

瀬能 愛未　2002年3月21日（22歳）
- 東京都出身。身長156cm。B型。

新野 海優　2002年8月11日（22歳）
- 滋賀県出身。身長160cm。A型。

## 略歴
- 2015年
  - 2月4日　1stミニアルバム「新生きゅい～ん'ズ登場！」リリース。
  - 4月15日　配信限定シングル「うぃーうぃる！！ど直球っ！！（らぶmix powered by ざわちん Single Edit）」リリース。
  - 7月29日　配信限定シングル「ままままさかの片想い」愛沢優姫乃ソロ「愛沢(きゅい～ん'ズ)」リリース。
  - 7月29日　配信限定シングル「今日も物販で21時」西葉瑞希・桜葉美雅デュオ「西葉＆桜葉(きゅい～ん'ズ)」リリース。
  - 8月5日　2ndミニアルバム「きゅい～ん'ズ再登場!!」リリース。
  - 12月20日　西葉瑞希を除く初期メンバー5名（愛沢優姫乃、早乙女まこ、桜葉美雅、藤咲璃子、望月ひより）が卒業[3][4]。
  - 12月23日　2期生5名（小野光奈、橘祐里、瀬能愛未、新野海優、双葉はな）が加入し、新生きゅい～ん'ズとして始動。
- 2016年
  - 4月1日　双葉はなが長期休養（事実上の脱退）。
  - 8月3日　3rdミニアルバム「きゅい～ん'ズ急上昇↑」リリース。全曲ハレンチ☆パンチ（80★PAN!、80_pan）のカバー曲となる[5]。
- 2017年
  - 1月25日　西葉瑞希が舞台「13月の女の子」に出演。
  - 8月30日　1stシングル「Go ahead」リリース（会場限定発売）。
  - 9月16日　橘祐里が映画「劇場版 ほんとうにあった怖い話2017」に出演。
  - 10月28日　新野海優がドラマCD「DUEL!」に出演。1stワンマンライブ「Go ahead ～食猫歯甘虎～」を開催。
- 2018年
  - 2月28日　4thミニアルバム「2」リリース（会場限定発売）。
  - 8月2日　西葉瑞希が集英社「週刊ヤングジャンプ」主催「サキドル エース SURVIVAL SEASON9」にエントリー。同誌表紙に登場[6]。
  - 8月4、5日　「TOKYO GRAVURE IDOL FESTIVAL 2018」に出演。
  - 9月23日　FRESH LIVEにてマンスリーレギュラー番組「きゅいっと＄挑戦」配信開始。
  - 11月22日　西葉瑞希が「サキドル エース SURVIVAL SEASON9」で準グランプリを獲得し、「週刊ヤングジャンプ」51号の巻末グラビアに登場した。[6][7][8]。
  - 11月28日　5thミニアルバム「∞-インフィニティ-」リリース。
  - 12月28日　2ndワンマンライブ「INFINITY」開催。
- 2019年
  - 3月29日　MV「坂道」公開。
  - 11月22日　6thミニアルバム「5old」リリース。
  - 12月23日　3rdワンマンライブ「5old～西葉瑞希 卒業～」開催。西葉瑞希が卒業。
- 2020年
  - 3月27日　4thワンマンライブ「瀬能愛未&新野海優 卒業公演～スタートライン～」開催。瀬能愛未、新野海優が卒業し、3期生3名（真白あかり、鳴海咲菜、黒崎はる）が加入。
- 2023年
  - 3月19日、メンバーが3人全員卒業し、解散した。

## ディスコグラフィ

### シングル
|     | 発売日        | タイトル | 収録曲                                        | 規格品版   |
| --- | ------------- | -------- | --------------------------------------------- | ---------- |
| 1st | 2017年8月30日 | Go ahead | Go ahead 初期っと自己紹介!!～二期バージョン～ | JPCH-17083 |

### ミニアルバム
|     | 発売日         | タイトル              | 収録曲 | 規格品版   |
| --- | -------------- | --------------------- | --- | ---------- |
| 1st | 2015年2月4日   | きゅい～ん’ズ登場！   | 初期っと自己紹介!! うぃーうぃる!!ど直球っ!! BET!! joker mind お近づきのしるし | POCS-1210  |
| 2nd | 2015年8月5日   | きゅい～ん'ズ再登場!! | きゅい～ん'ズ再登場のテーマ ～今日も一所懸命ゴマをすってます～ ままままさかの片想い 今日も物販で21時 めっかっちゃった！ばれちゃった！ うぃーうぃる!!ど直球っ!! (らぶmix powered by ざわちん Single Edit) | POCS-1211  |
| 3rd | 2016年8月3日   | きゅい～ん'ズ急上昇↑  | 急上昇JUMP↑ メガホン BOMBER GIRL 僕のSummer Van 白線～スタートライン | POCS-1215  |
| 4th | 2018年2月28日  | 2                     | Moving! Sweet days ままままさかの片想い ～新野海優バージョン～ 今日も物販で21時 ～西葉＆橘バージョン～ BET!! ～二期バージョン～                                                                          | JPCH-18021 |
| 5th | 2018年11月28日 | ∞-インフィニティ-     | 坂道 カルトグラフィー Go my way! 明日へ Listen to my heart | JPCH-18111 |
| 6th | 2019年11月22日 | 5old                  | Just Sailing High! High! Glitter Future となりパラレル Brand new world | JPCH-19111 |

### 配信限定
|   | 発売日        | タイトル                                                                | アーティスト              |
| - | ------------- | ----------------------------------------------------------------------- | ------------------------- |
| 1 | 2015年4月15日 | うぃーうぃる！！ど直球っ！！（らぶmix powered by ざわちん Single Edit） | きゅい～ん'ズ             |
| 2 | 2015年7月29日 | ままままさかの片想い                                                    | 愛沢(きゅい～ん'ズ)       |
| 3 | 2015年7月29日 | 今日も物販で21時                                                        | 西葉＆桜葉(きゅい～ん'ズ) |

## 映画

### 橘 祐里
- 劇場版ほんとうにあった怖い話2017
- 10LDK

## ドラマCD

### 新野 海優
- DUEL!（赤井綺羅）